# Бакулін Євген Миколайович
Баку́лін Євге́н Микола́йович (нар. 26 вересня 1956, Кстово, Горьковська (Нижньогородська) область, РРФСР, СРСР) — український політик російського походження, голова правління НАК «Нафтогаз України» з 2 березня 2010 до 25 березня 2014 (а також 1 березня — 24 грудня 2007), член правління НАК «Нафтогаз України» (грудень 2006 — березень 2008).

## Життєпис

### Освіта
Закінчив Слов'янське авіаційно-технічне училище в 1976.
Випускник Слов'янського міжнародного інституту управління бізнесу та права (1993) та Східноукраїнського національного університету ім. В. Даля (спеціальність — «Хімічна технологія палив та вуглецевих матеріалів»; 2004).

### Посади
1974–1976 — курсант Слов'янського авіаційно-технічного училища;
1978–1984 — на різних посадах на нафтопереробних заводах;
У 1984–2003 працював на Лисичанському нафтопереробному заводі (ВАТ «Лисичанськнафтаоргсинтез», він же — «ЛиНОС»): пройшов виробничий шлях від старшого оператора технологічної установки з переробки нафти до гендиректора підприємства.
Липень 2001 — генеральний директор ВАТ «Лисичанськнафтооргсинтез».
Червень 2003—березень 2005 — генеральний директор, ДК «Укргазвидобування». Попав під «кадрову чистку» в результаті приходу на пост голови правління НАК «Нафтогаз України» Олексія Івченка.
Серпень-вересень 2006 — в. о. голови правління ВАТ «Укртранснафта».
З вересня 2006 — 28 лютого 2007 — Повернувся на посаду генерального директора ДК «Укргазвидобування» після формування уряду Віктора Януковича та призначення Юрія Бойка міністром палива та енергетики.
1 березня — 24 грудня 2007 — Голова правління НАК «Нафтогаз України».
З 2 березня 2010  по 2014 р. — Голова правління НАК «Нафтогаз України».
Народний депутат України 8-го скликання з 27 листопада 2014 року. Обраний від партії «Опозиційний блок» по виборчому округу № 106. Голова підкомітету з питань відпочинку та оздоровлення дітей Комітету Верховної Ради України з питань сім'ї, молодіжної політики, спорту та туризму.
22 листопада 2018 року Бакулін через свого представника заявив про вихід з фракції «Опозиційний блок», разом з Дунаєвим та Іоффе. З того часу був позафракційним, але засідання Верховної Ради з початку 2018 року не відвідував через початок кримінального переслідування, залишився проживав за межами України.

## Корупція
Як встановлено слідчими органами, причетний до закупівлі так званих вишок Бойко, придбаних за завищеною в 2 рази ціною (по $400 мільйонів за кожну), однак його конкретну роль у цьому поки що не доведено. Продовжуються слідчі дії, результатом яких стало оголошення Бакуліна у квітні 2018 року у всеукраїнський розшук.

## Бізнес
За матеріалами загальнодоступної бази даних ЄДРПОУ, у 2004—2006 роках був директором ТОВ "Торгівельний дім «Євротрубпласт-Україна» (Луганська обл., м. Рубіжне).
Також у 2004 р. був записаний як співзасновник ТОВ Фірма «Клим» (комплексне обслуговування об'єктів, адреса: Київська обл., Обухівський район, селище міського типу Козин), розмір внеску до статутного фонду — 120 000 гривень. Частка капіталу — близько 3,5 %, співвласник з 2008 р.
24 червня 2011 року за результатами тендеру ПАТ "НАК «Нафтогаз України» (тогочасним директором був Бакулін Євген Миколайович, який перебував у сфері впливу Ю. Бойка, як міністра палива), уклав угоду з ТОВ «Європейська інвестиційна фінансова група» (бенефіціарами якої були зареєстровані в Панамі офшорні фірми) на послуги зі зберігання нафтопродуктів вартістю 14,99 млн грн. Про це повідомлялося в «Віснику державних закупівель». Згідно з конкурсною документацією, послуги зі зберігання палива мали надаватись до кінця 2011 року щонайменше 15 нафтобазами по території України..
Отже, Бакулін, будучи державним чиновником, разом з Бойком виявився причетним до сприяння в діяльності деяких офшорних фірм, зокрема — ТОВ «Європейська інвестиційна фінансова група», керівниками якої були Пляцко Андрій Валерійович (1973 року народження, киянин), Яценко Віталій Васильович (1970 року народження, киянин), Чечко Валерій Борисович (1974 року народження, киянин) та Підгайко Олександр Георгійович (1978 року народження, з Луцька, до 2020 року — уповноважена особа фірми, виконувач обов'язків директора). Ця фірма згодом порвала з бізнес-структурами Бакуліна та вступила з ними у судову тяганину. У 2020 р. новими керівниками групи стали Кравчук Сергій Юрійович (1977 року народження, киянин), та Джикія Іраклі (громадянин Грузії, поточна уповноважена особа фірми). На даний час ТОВ «Європейська інвестиційна фінансова група», згідно загальнодоступних даних ЄДРПОУ, очолив колишній директор фірми «Солк» Фірсов Сергій Григорійович, 1986 року народження, уродженець м. Луганськ, давній бізнес-партнер Бакуліна.
З «Європейською інвестиційною фінансовою групою» досить тісно пов'язана відома кількома судовими процесами підприємець Маркарян Оксана Григорівна, 1975 року народження, уродженка м. Лубни (колишня ФОП у с. Мгар Лубенського району), на яку у Полтавській обл. зареєстровано дві досить сумнівні фірми: ТОВ «Національний колорит» (на даний час директором став її чоловік Маркарян Аведіс Антонович), та фермерське господарство «Арм-Агро» (Полтавська обл., Лубенський район, село Духове). Фірми Оксани Маркарян ухиляються від сплати податків.
Бакулін та його родина мають безпосередній стосунок до київської фірми «Рінтол», що спеціалізується на оптовій торгівлі зерном та кормами. Бенефіціарними власниками фірми стали його діти: Микола Бакулін з Нижнього Новгорода, і Світлана Бакуліна з Москви.
Варто зазначити, що Микола Бакулін декларував дохід лише від продажу майна та зарплати у представництві в Україні компанії «Раремік Холдінгс ЛТД». Ця кіпрська структура, а також її бенефіціар — «Джей. Еф. Номіні сервісез ЛТД» — пов'язують між собою кілька українських агрокомпаній Бакуліних: «Литвинівська машино-технологічна станція», «Оріон-Схід ДМ» (Біловодський район, село Бараниківка), «Слобода» (Біловодський район, село Шуліківка), «Колос» (Біловодський район, село Брусівка), «Солк» (Біловодський район, село Шуліківка)..
Згідно з даними ЄДРПОУ, з депутатом Бакуліним має зв'язок панамська офшорна корпорація «Смарт Елеганс, Ес. Ей» (SMART ELEGANCE, S.A., адреса — м. Панама). Ця ж офшорна корпорація виступає в Україні, як бенефіціарний власник, який заснував ще дві фірми: у 2009 р. нею засновано ТОВ «Інтертрейд груп» (другий бенефіціарний власник — Халаджі Олег Антонович, 1967 року народження, уродженець м. Докучаївськ), а у 2010 р. нею засновано ТОВ «Грос Грейн» (у 2010—2016 рр. директором була Русанова Ліна Рувимівна, 1968 року народження, уродженка Донецька — помічниця народного депутата Євгена Бакуліна, а у 2016 р. директором став Волкін Денис Михайлович).
Національне агентство з питань запобігання корпуції 15 квітня 2019 року запросило для пояснень Бакуліна (запрошення було призначено на 17 квітня протягом робочого дня), а через неявку — направило до суду протокол про адміністративне правопорушення, складений стосовно позафракційного народного депутата України Євгена Бакуліна, який з першого дня своїх депутатських повноважень та станом на день складення протоколу порушує обмеження, встановлені частиною першою статті 78 Конституції України, пунктом 2 частини першої статті 25 Закону України «Про запобігання корупції», пунктом 6 частини першої статті 3 Закону України «Про статус народного депутата України», оскільки входить до складу наглядової ради підприємства, що має на меті отримання прибутку — ПАТ «Укртатнафта», що є адміністративним правопорушенням, пов'язаним з корупцією, відповідальність за яке передбачено частиною другою статті 172-4 КУпАП..

## Арешт, звільнення та кримінальне провадження
21 березня 2014 затриманий у власному кабінеті. Сума збитку, завданого ним державі, оцінюється в суму близько 4 млрд доларів.
25 квітня 2014 року Печерський суд Києва відпустив Бакуліна під заставу в сумі 10 мільйонів гривень. При цьому справу проти нього не було закрито.
11 вересня 2014 року Генпрокуратура закрила групове кримінальне провадження стосовно Бакуліна, його помічників Франчука та Юрьєва, але вже 18 вересня 2014 року постанову про закриття кримінального провадження було скасовано, і кримінальну справу було відновлено..
27 листопада 2014 року Бакулін обраний депутатом Верховної Ради від партії «Опозиційний блок» по виборчому округу № 106, що звільнило його від подальшого кримінального переслідування.
16 лютого 2018 року генпрокурор Юрій Луценко підписав подання у Верховну Раду про затримання і притягнення до кримінальної відповідальності народного депутата від «Опозиційного блоку» Євгена Бакуліна. За словами Луценка, Янукович дав вказівку Арбузову розробити схему привласнення коштів ПАТ «Нафтогаз України» на закупівлі бурових установок, виведення коштів на підконтрольні рахунки і розподілу цих коштів між усіма співучасниками ОЗУ.
«Свідок дав покази, як розподілялися вкрадені кошти. 95 мільйонів доларів перераховано на рахунки компаній Януковича і Арбузова, 25 мільйонів доларів — на рахунок компаній підконтрольних Бакуліній Світлані, донці Бакуліна. 15 мільйонів були перераховані на рахунки латвійської компанії Мельника. Заступнику ПАТ „Нафтогаз України“ Корнейчуку видано готівкою 2 мільйони доларів», — сказав Луценко..
Бакуліну інкримінують заволодіння коштами «Нафтогазу Україна» у сумі 449 млн 963 тисячі гривень, замах на заволодіння коштами цього ПАТ у сумі 5 млрд 100 млн 36 тисяч гривень, а також у заволодінні майном і коштами «Чорноморнафтогазу» у сумі 404 млн 374 тисячі доларів при закупівлі нафтовидобувних вишок.
Верховна Рада 15 березня 2018 року на прохання Генпрокуратури дала згоду на притягнення нардепа до кримінальної відповідальності, затримання та арешт Бакуліна, який на той час уже тривалий час перебував за межами України. У квітні 2018 року Бакуліна, через неявку на допит у Генпрокуратуру, оголосили у всеукраїнський розшук, з того часу в Україну він не повертався.
У квітні 2019 року Федеральний кримінальний суд Швейцарії дав дозвіл на передачу Україні банківських документів і продовження арешту коштів, які мали у швейцарських банках діти Бакуліна і підконтрольна їм фірма з Британських Віргінських Островів . 16 травня таке рішення підтримав Федеральний суд..